# 津武联合县
津武联合县，中国旧县名。
冀中解放区设。1947年由天津、武清两县（今属天津市）析置。以2县各一字得名。1949年撤销，仍归各县。 